# Festkörperphysik
Die Festkörperphysik (auch abgekürzt: FKP; englisch solid state physics) befasst sich mit der Physik von Materie im festen Aggregatzustand. Sie gehört thematisch zur Physik der kondensierten Materie (englisch condensed matter physics) und umgekehrt. Von besonderer Bedeutung sind dabei kristalline Festkörper. Das sind solche, die einen translationssymmetrischen (periodischen) Aufbau aufweisen, da diese Translationssymmetrie die physikalische Behandlung vieler Phänomene drastisch vereinfacht oder erst ermöglicht. Daher erfolgt die Anwendung des Modells des idealen Kristallgitters häufig auch dann, wenn die Bedingung der Periodizität nur sehr eingeschränkt, zum Beispiel nur sehr lokal erfüllt ist. Die Abweichung von der strengen Periodizität wird dann durch Korrekturen berücksichtigt. Das Studium der nicht-kondensierten Materie ist das Fachgebiet der Weichen Materie.

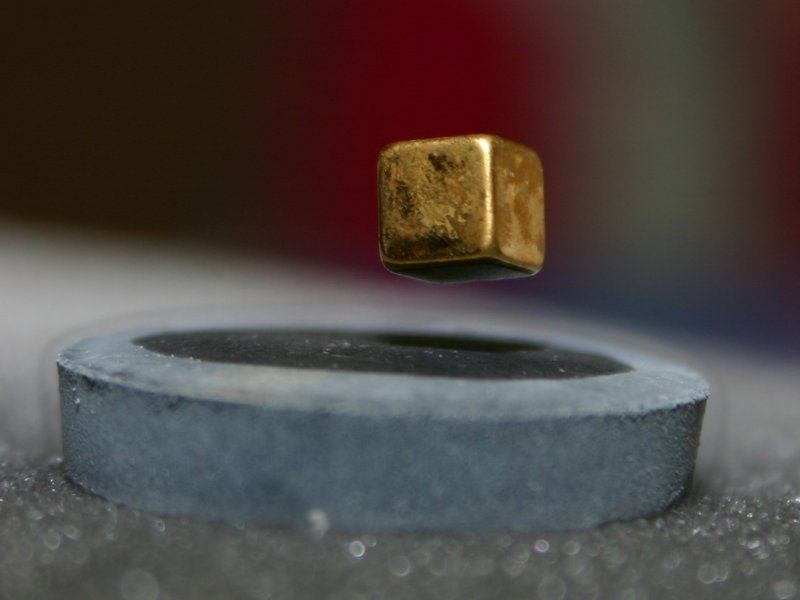
Supraleiter gehören zum Forschungsgebiet der Festkörperphysik.

## Erscheinungsformen von Festkörpern

### Kristalline Festkörper

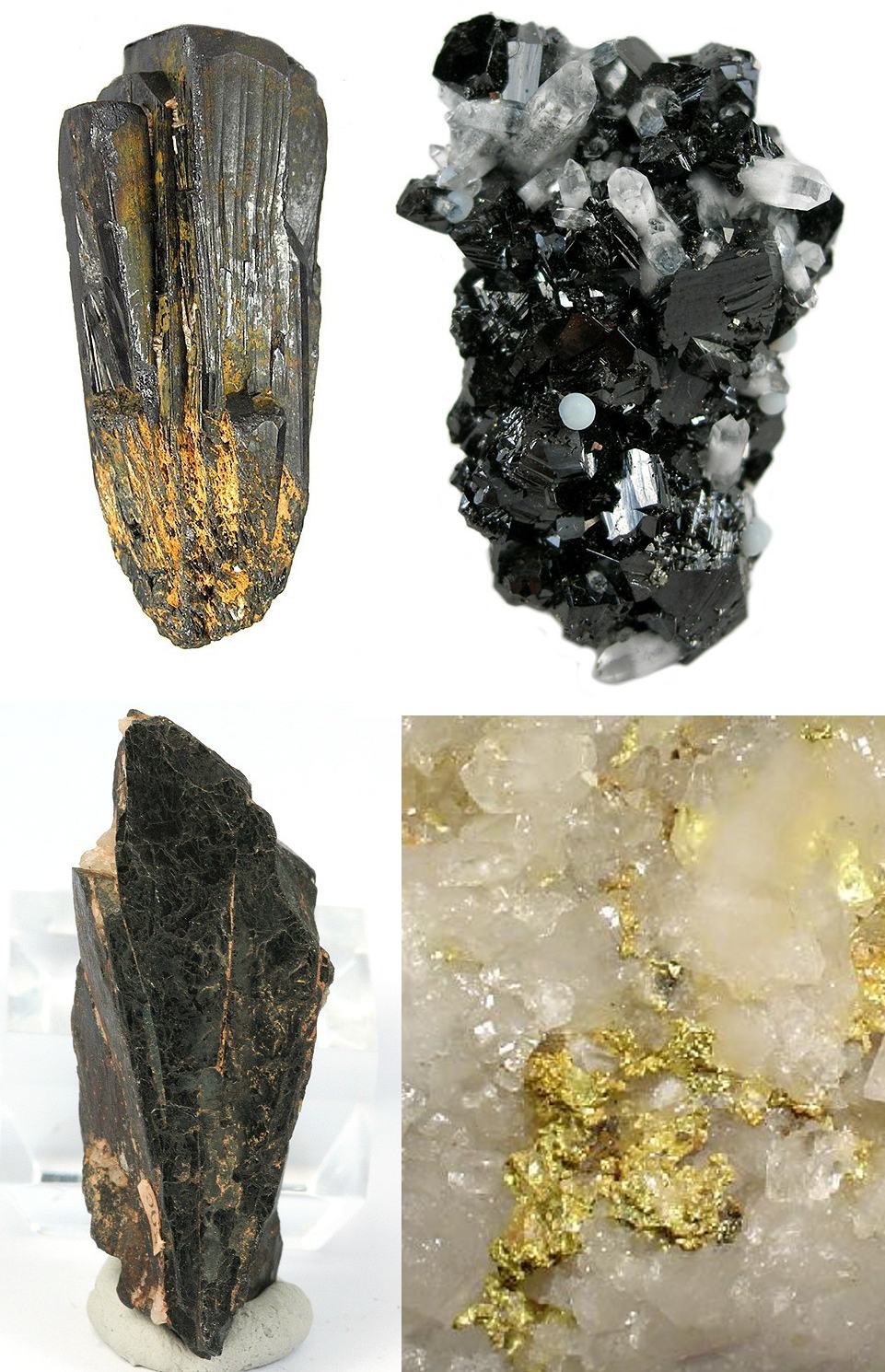
Vier Beispiele für kristalline Festkörper: Coltan, Kassiterit, Wolframit und Gold.

Die Physik kristalliner Festkörper (Kristallphysik) befasst sich mit Festkörpern, die einen periodischen Aufbau aufweisen.
- Die Kristallstruktur repräsentiert die statische periodische Ordnung im kristallinen Festkörper.

- Die Gitterschwingungen beschreiben die Dynamik in der kristallinen Ordnung. Ihre Beschreibung verwendet häufig das Modell der Quasiteilchen. Bei Gitteranregungen werden diese Phononen genannt.
- Die auf die Elektronenhülle der regelmäßig angeordneten Atome zurückgehenden Eigenschaften führen zu Bändermodell und Bandstruktur, deren Parameter diverse makroskopische Eigenschaften (Optik usw.) berechenbar machen.
- Die magnetische Ordnung repräsentiert die statische Ordnung der magnetischen Momente im Festkörper (Diamagnetismus, Paramagnetismus, Ferromagnetismus, Antiferromagnetismus, Spindichtewellen, Magnetooptik etc.).
- Die magnetischen Anregungen beschreiben die Dynamik der magnetischen Ordnung. Die zugehörigen Quasiteilchen heißen Magnonen.

### Teilkristalline Substanz
Eine teilkristalline Substanz, die zwar eine gewisse Nahordnung im Bereich von 4,5–6 Å aufweist, im Gegensatz zu einem Kristall aber keine ausgeprägte Fernordnung, ist ein Parakristall.

### Amorphe Festkörper

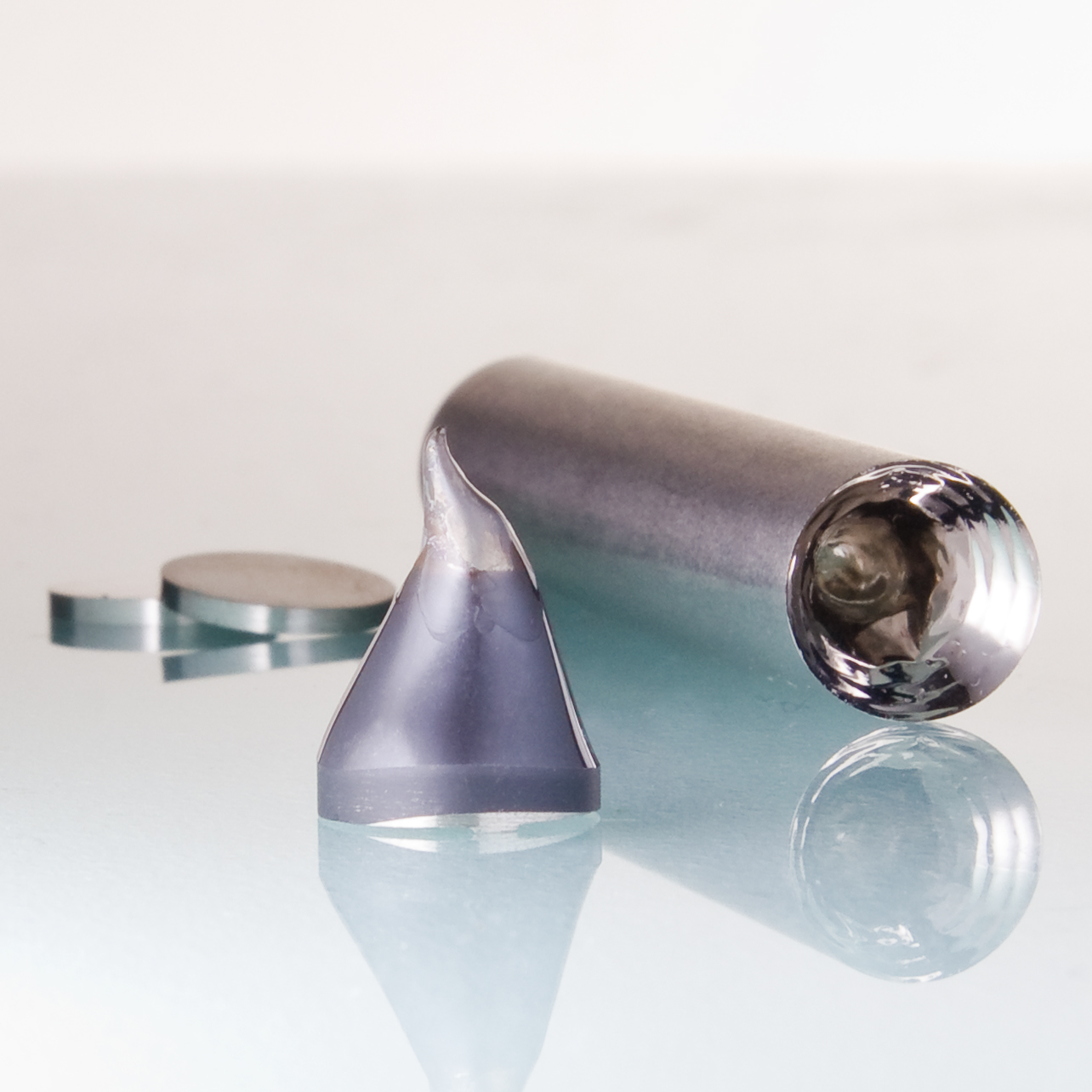
Metallisches Glas ist ein amorpher Festkörper.

Die Physik amorpher Festkörper befasst sich mit Festkörpern, die keine Fernordnung aufweisen.
- Glas
- Unterkühlte Schmelze

## Grenzflächenphysik
Die Grenzflächenphysik befasst sich mit den Besonderheiten an Grenzflächen, die Oberflächenphysik ist ein Spezialfall der Grenzflächenphysik bei Grenzflächen zum Vakuum. Die physikalischen Eigenschaften der wenigen Atomlagen nahe der Grenzfläche unterscheiden sich aufgrund der nicht-periodischen Randbedingungen von der Physik im Inneren, das auch Volumen-Festkörper genannt wird.

## Ordnungszustände in Festkörpern
Bei der Beschreibung der Regelmäßigkeit im Aufbau des Festkörpers betrachtet man einerseits die Nahordnung im Bereich weniger Nanometer und andererseits die Fernordnung, die sich auf weit größere Entfernungen bezieht.
| Zustand                      | Reichweite der Ordnung           | Beispiel                 |
| ---------------------------- | -------------------------------- | ------------------------ |
| amorph (Nahordnung)          | nächste und übernächste Teilchen | Glas                     |
| nanokristallin               | Nanometer                        | Parakristall             |
| mikrokristallin              | Mikrometer                       | Quarz                    |
| polykristallin               | Millimeter                       | Polykristalliner Diamant |
| monokristallin (Fernordnung) | Zentimeter                       | monokristalline Ingots   |

Neben diesen eher klassischen Formen der Ordnung kann in niedrig-dimensionalen Systemen eine „quasi-Fernordnung“ (quasi long range order) auftreten. Diese spielt zum Beispiel bei Kosterlitz-Thouless-Übergängen eine Rolle. In Festkörpern mit zwei oder weniger Dimensionen kann es gemäß Mermin-Wagner-Theorem keine echte Fernordnung geben. Im XY-Modell für Spins manifestiert sich diese "quasi-Fernordnung" durch die Bildung von eng gebundenen Paaren aus Löchern und „Anti-Löchern“. Das Geschlecht dieser Paare ist in Summe null. Diese Paare haben kaum Einfluss auf die (gemäß Mermin-Wagner-Theorem gebrochene) Fernordnung im Kristall.

## Forschung & Entwicklung

### Forschungsverbände, Institute usw.
Hinweis: Die Liste erhebt keinen Anspruch an Vollständigkeit. Viele weitere Institute an Universitäten sowie angrenzende Wissenschaften existieren.
- Fraunhofer-Institut für Angewandte Festkörperphysik (IAF)
- Leibniz-Institut für Festkörper- und Werkstoffforschung Dresden
- Max-Planck-Institut für Mikrostrukturphysik
- Max-Planck-Institut für Festkörperforschung
- Paul-Drude-Institut für Festkörperelektronik
- Sektion Kondensierte Materie (SKM) der DPG
- Walter-Schottky-Institut der TUM
- Walther-Meißner-Institut für Tieftemperaturforschung

### Preise und Auszeichnungen
Es werden weltweit verschiedene Preise in der FKP verliehen, z. B.:
- Walter-Schottky-Preis, verliehen von der DPG
- Oliver E. Buckley Condensed Matter Prize, verliehen von der APS

Der Festkörperphysik können insgesamt eine Vielzahl an Nobelpreisen zugeordnet werden.

### Moderne Forschungsthemen
- Graphen
- „Heavy-Fermion“-Systeme[5]
- Hochtemperatursupraleiter
- Quasikristalle
- Silicen
- Skyrmionen[6]
- Spin-Glas

## Untersuchungsmethoden in der Festkörperphysik
In der Festkörperphysik, ähnlich wie in der Festkörperchemie, werden eine Reihe von Methoden verwendet, um die Eigenschaften insbesondere von funktionellen Materialien zu untersuchen und deren Eigenschaften in Tiefe der Struktur zu verstehen. Das ist in vielen modernen Anwendungen wie Elektronik, Computerchips, Halbleitertechnik, Solarzellen, Batterien, Beleuchtung, Metallen oder Isolatoren von Bedeutung. Zu den wichtigen Methoden zählen:
Die Röntgenbeugung nutzt den Effekt der Beugung von Röntgenstrahlen an Kristallgittern zur Untersuchung der Symmetrieeigenschaften von Festkörpern, die in 230 verschiedenen sogenannten Raumgruppen vorliegen. Dazu werden Röntgendiffraktometer eingesetzt. Materialien können damit auch auf ihre Qualität und Reinheit sowie die Kristallitgröße untersucht werden.
Die Neutronenbeugung nutzt denselben Beugungseffekt mit den gleichen Grundprinzipien wie die Röntgenbeugung, jedoch werden statt der Röntgenstrahlen Neutronen eingesetzt, die meist in Forschungskernreaktoren bereitgestellt werden. Aufgrund der anderen Welleneigenschaften des massereichen Neutrons gegenüber der Röntgenstrahlung sind die Diffraktometer sehr groß, meist mehrere Meter. Neben den 230 Raumgruppen lassen sich insbesondere magnetische Ordnungen in Kristallen untersuchen. Unter Hinzuziehung des Spins erweitern sich die magnetischen Raumgruppen auf 1651.
Mit Magnetometern werden insbesondere die magnetischen Eigenschaften untersucht. Eine der häufigen Methoden ist das SQUID in Verbindung mit Kryostaten, um die verschiedenen Arten des Magnetismus zu bestimmen und die magnetischen Phasendiagramme zu ermitteln.
Mit Tracerdiffusion wird die Diffusion von Atomen und Ionen in Kristallen untersucht. Dies ist wichtig bei Dotierungsprozessen oder für die Temperaturstabilität von Materialien, z. B. bei der Festoxidbrennstoffzelle.
Während die bisherigen Methoden makroskopische Eigenschaften messen, können mit Methoden der Nuklearen Festkörperphysik lokale Strukturen auf atomarer Ebene untersucht werden, indem Atomkerne als Sonde verwendet werden. Damit kann z. B. die Größe des magnetischen Feldes am Ort des Kerns gemessen werden oder auch lokale Defekte im Kristallgitter. Eine andere wichtige Größe sind elektrische Feldgradienten, mit denen die lokale Struktur und deren Änderung bei Temperaturänderung oder Konzentrationsänderung bestimmter Komponenten im Material erforscht wird. Messmethoden sind z. B. Mößbauer-Spektroskopie, Gestörte Gamma-Gamma-Winkelkorrelation, Kernspinresonanzspektroskopie oder Myonenspinspektroskopie.

### Grundlagen
- Rudolf Gross, Achim Marx: Festkörperphysik. 4. Auflage. De Gruyter Oldenbourg, Boston 2022, ISBN 978-3-11-078234-9.
- Konrad Kopitzki, Peter Herzog: Einführung in die Festkörperphysik. Springer Berlin Heidelberg, Berlin, Heidelberg 2017, ISBN 978-3-662-53577-6, doi:10.1007/978-3-662-53578-3.
- Philip Hofmann: Einführung in die Festkörperphysik (= Lehrbuch Physik). Wiley-VCH, Weinheim 2013, ISBN 978-3-527-41226-6.
- Harald Ibach, Hans Lüth: Festkörperphysik (= Springer-Lehrbuch). Springer Berlin Heidelberg, Berlin, Heidelberg 2009, ISBN 978-3-540-85794-5, doi:10.1007/978-3-540-85795-2.
- Ludwig Bergmann, Clemens Schaefer: Festkörper. Hrsg.: Ludwig K. Thomas u. a. (= Lehrbuch der Experimentalphysik. Band 6). 2. überarb.  Auflage. Walter de Gruyter, 2005, ISBN 978-3-11-017485-4, doi:10.1515/9783110198157.

### Weiterführend
- Wolfram Hergert, R. Matthias Geilhufe: Group Theory in Solid State Physics and Photonics. Wiley-VCH, Weinheim 2018, ISBN 978-3-527-41300-3.
- Gerd Czycholl: Theoretische Festkörperphysik Band 1. Springer Berlin Heidelberg, Berlin, Heidelberg 2016, ISBN 978-3-662-47140-1, doi:10.1007/978-3-662-47141-8.
- Gerd Czycholl: Theoretische Festkörperphysik Band 2. Springer Berlin Heidelberg, Berlin, Heidelberg 2017, ISBN 978-3-662-53700-8, doi:10.1007/978-3-662-53701-5.
- Bernhard Schiekel:  Festkörperphysik und Topologie – eine Einführung, 839 S., Ulm, 2023, doi:10.18725/OPARU-49527.

### Klassiker
- Charles Kittel: Introduction to Solid State Physics. 9. (Global edition) Auflage. Wiley, Hoboken, NJ 2018, ISBN 978-1-119-45416-8 (englisch).
  - Deutsche Ausgabe: Charles Kittel: Einführung in die Festkörperphysik. 15., unveränd.  Auflage. Oldenbourg, München 2013, ISBN 978-3-486-59755-4.
- Neil Ashcroft, David Mermin: Festkörperphysik. 4., verbesserte  Auflage. Oldenbourg Verlag, München 2013, ISBN 978-3-486-71301-5.
- Joseph Callaway: Quantum Theory of the Solid State. 2. Auflage. Academic Press, Boston 1991, ISBN 978-0-12-155203-9 (englisch, archive.org).
- Christian Weißmantel, Claus Hamann: Grundlagen der Festkörperphysik (= Hochschulbücher für Physik. Band 42). 3.  Auflage. Deutscher Verlag der Wissenschaften, Berlin 1989, ISBN 978-3-326-00381-8 (springer.com).
- Charles Kittel, Ching Y. Fong: Quantum Theory of Solids. 2. Auflage. Wiley, New York 1987, ISBN 978-0-471-62412-7 (englisch, archive.org).
- J. M. Ziman: Principles of the theory of solids. 2. Auflage. University Press, Cambridge, UK 1972, ISBN 978-0-521-08382-9 (englisch, archive.org).
- Joseph Callaway: Energy Band Theory (= Pure and Applied Physics. Band 16). Academic Press, New York; London 1964 (englisch, archive.org).
- Die Serie Solid State Physics in mehreren Bänden (Hrsg.: Ehrenreich, Seitz, Turnbull) ab ca. 1960